# Рибка Олександр Євгенійович
Олекса́ндр Євге́нійович Ри́бка (нар. 10 квітня 1987, Київ) — український футболіст, воротар «Оболоні».
В Україні виступав за футбольні клуби «Динамо» (Київ), «Оболонь» та «Шахтар» (Донецьк), а також національну збірну України. На початку 2012 року був відсторонений УЄФА на два роки від будь-яких офіційних матчів за вживання забороненого препарату фуросеміду. Усі апеляції були відхилені.

## Клубні виступи

### «Динамо»
Вихованець ДЮФШ «Динамо» (Київ). Окрім футболу, у дитинстві грав у хокей, теніс і баскетбол. Олександр навіть став чемпіоном України з баскетболу, коли йому було 11 років. Баскетбол показав найкращі сторони гравця, такі як стрибучість і впевнене хапання м'яча. Гравця помітив тренер динамівської школи Віктор Кащей. Рибка спочатку грав у нападі, потім — у воротах.

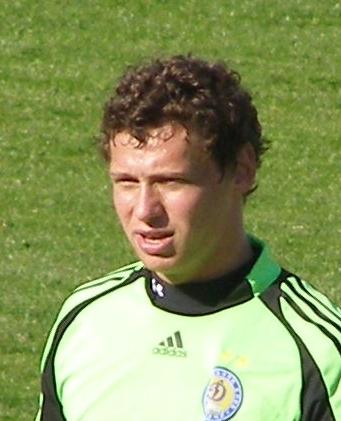
Олександр Рибка під час виступів за «Динамо». 15 травня 2009 року

У головній команді «Динамо» дебютував у сезоні 2005/06 5 березня 2006 року в матчі Прем'єр-ліги проти маріупольського «Іллічівця», у якому пропустив гол, але кияни перемогли з рахунком 2:1.
26 вересня 2006 року дебютував у єврокубках, вийшовши на заміну у виїзній грі Ліги чемпіонів проти мадридського «Реала», оскільки червону картку отримав Олександр Шовковський. На 90-й хвилині матчу постраждав від зіткнення з іспанським захисником Серхіо Рамосом, але зумів повернутися на поле й дограв поєдинок. Після гри лікарі констатували у гравця струс мозку.
У листопаді 2006 року воротар став головним героєм скандалу: у грі 18-го туру Першої ліги «Динамо-2» — ЦСКА (Київ) на 58-й хвилині під час атаки «армійців» Рибка вибіг на перехоплення м'яча за межі штрафного. Футболіст ЦСКА Сергій Матюк бив по м'ячу ногою, а Рибка намагався вибити його головою. У результаті Матюк потрапив і по м'ячу, і по обличчю воротаря, розсікши його шипами. Після цього Рибка, можливо у стані афекту, почав бити лежачого суперника ногами, за що був відразу вилучений з поля. Потім у справу втрутився головний тренер ЦСКА Юрій Максимов, який ударив Рибку рукою по обличчю. Таким чином Олександр удруге за два місяці потрапив до лікарні зі струсом мозку, а після розгляду справи Контрольно-дисциплінарним комітетом ФФУ отримав 10 матчів дискваліфікації.

### «Оболонь»
На початку 2010 року керівництво динамівського клубу вирішило повернути свого воротаря Дениса Бойка, що виступав на умовах оренди в київській «Оболоні». Натомість у зворотному напрямку був відправлений Олександр Рибка, який на той момент стабільно потрапляв до заявок на гру лише в дублювальному складі «Динамо».
У новій команді у другій половині сезону 2009—2010 провів 7 ігор, в останній з яких 9 травня 2010 року пропустив 5 голів від донецького «Металурга». Наступний сезон Рибка розпочав як запасний голкіпер «Оболоні», поступившись місцем у воротах новачку команди Олегу Остапенку. Однак, після 9 пропущених м'ячів у чотирьох стартових матчах чемпіонату, Рибка був повернутий в основу де й дограв до кінця сезону.

### «Шахтар»

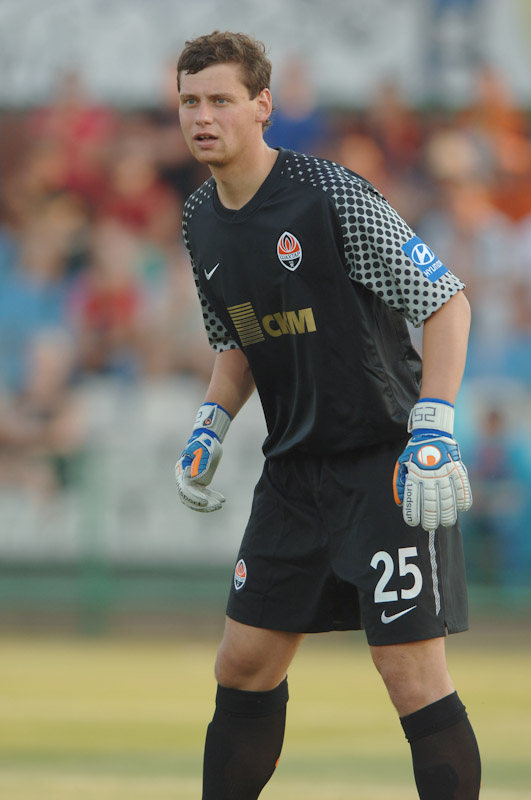
Олександр Рибка під час виступів за «Шахтар». 16 липня 2011 року

6 червня 2011 року донецький «Шахтар» підписав дворічний контракт із голкіпером Олександром Рибкою, який набув чинності з 1 липня. При цьому сума трансферу не називалася.
Дебютував Олександр у першому ж матчі чемпіонату 10 липня проти своєї колишньої команди. Після чого відразу став основним воротарем «гірників», зігравши до кінця року в 19 матчах чемпіонату, а також був основним воротарем у Лізі чемпіонів.
30 січня 2012 року УЄФА дискваліфікувала Олександра від офіційних ігор на 2 роки через знайдену заборонену речовину фуросемід в аналізах на допінг. «Шахтар» подав апеляцію, оскільки вважав це занадто суворим покаранням. 16 березня апеляційний комітет УЄФА відхилив позов футболіста. 18 травня апеляцію відхилив також і Лозаннський суд. 2012 року став чемпіоном України у складі «Шахтаря».
Улітку 2012 року «Шахтар» запропонував Рибці укласти новий контракт на 3 роки, але Рибка відмовився, пояснивши це тим, що у клубі серйозний підбір воротарів, і він навряд чи зможе конкурувати з ними за місце в основі, і в серпні покинув клуб.

### Період дискваліфікації
У вересні 2012 року, не маючи права підписати до кінця терміну дискваліфікації професіональний контракт, почав тренуватися разом з «Оболоню» для підтримання ігрової форми. Після того, як клуб було розформовано, з початку 2013 року став тренуватися в київському «Арсеналі».
У серпні 2013 року президент «Динамо» Ігор Суркіс дозволив Рибці тренуватися з «Динамо-2», а вже за місяць став тренуватися з основною командою, узявши 23 номер. Причиною допуску до тренувань основи стала особиста ініціатива головного тренера киян Олега Блохіна.

### Повернення в «Динамо»

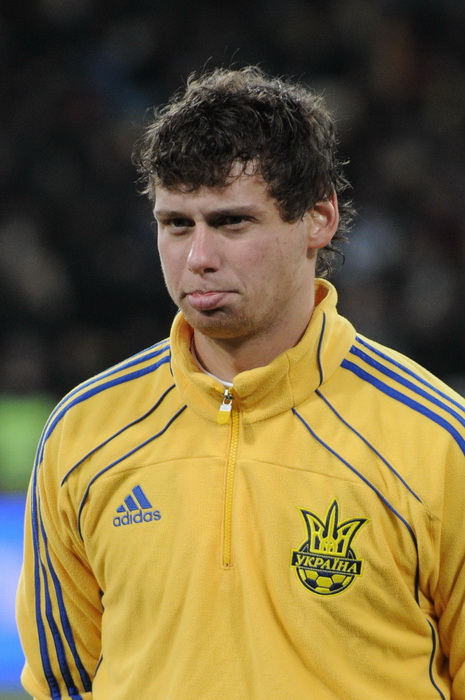
Олександр Рибка під час виступів за збірну України. 11 листопада 2011 року

1 листопада 2013 року було офіційно оголошено про підписання Рибкою контракту з «Динамо» терміном на три роки, який набрав чинності із січня 2014 року, а з 10 січня гравець отримав право офіційно виступати за клуб.
У першому ж матчі нового року Рибка дебютував за «Динамо», замінивши на початку другого тайму матчу Ліги Європи проти «Валенсії» травмованого Олександра Шовковського й надалі залишився основним голкіпером команди.
Наприкінці грудня 2016 року офіційно залишив «Динамо» як вільний агент.

### «Карабюкспор»
30 грудня 2016 року стало відомо, що Рибка гратиме за турецький клуб «Карабюкспор».

### Після «Карабюкспору»
У серпні 2018 року покинув «Карабюкспор» та перейшов до футбольного клубу «Афьонспор», який покинув через півроку та перейшов до азербайджанського клубу «Сабаїл».
У «Сабаїлі» грав до серпня 2020 року, після чого перейшов до латвійського клубу «Лієпая». У травні 2021 року покинув латвійський клуб та перейшов до харківського клубу «Метал», який у червні того ж року було перейменовано на «Металіст».

## Збірна
Із 2002 року виступав за юнацькі збірні різних вікових категорій. Учасник чемпіонату Європи 2004 року серед 17-річних.
Став відомим після молодіжного чемпіонату Європи 2006 у Португалії. Хоча основним воротарем у всіх іграх був Андрій Пятов, тренер Олексій Михайличенко вирішив випустити саме Олександра Рибку на серію пенальті в півфіналі проти однолітків із Сербії та Чорногорії. Рибка відбив перший удар Бошко Янковича і зрештою, коли після 5 ударів рахунок був 4:4, у першому ж додатковому колі удар Милана Пуровича полетів вище воріт і, таким чином, Рибка приніс перемогу Україні.
11 жовтня 2011 року Олександр дебютував у збірній України в товариській грі зі збірною Естонії (2:0). У цьому матчі Рибка не пропустив жодного м'яча у свої ворота та зміг відбити пенальті. За місяць Рибка провів другий матч за збірну у грі-відкритті оновленого НСК «Олімпійського» зі збірною Німеччини (3:3). Після цього розглядався головним кандидатом на позицію голкіпера на домашньому Євро-2012, але через дискваліфікацію не отримав змоги взяти в ньому участь.

## Статистика виступів

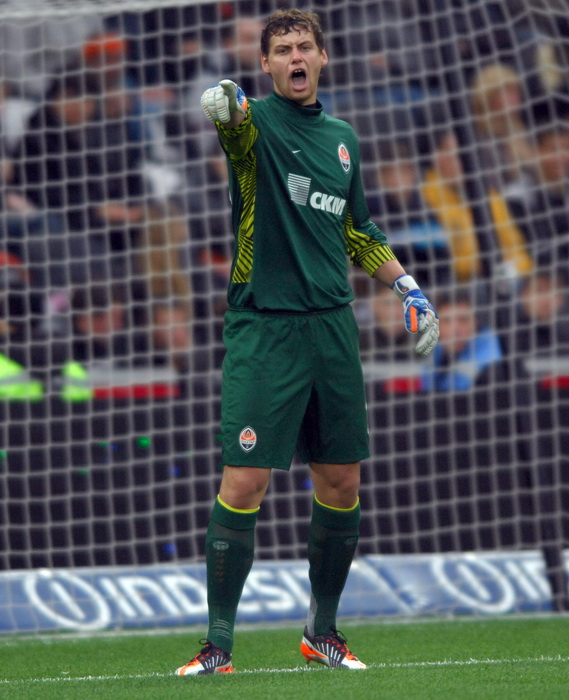
Олександр Рибка під час виступів за «Шахтар». 24 жовтня 2011 року

Дані наведені станом на 24 березня 2014 року.
| Сезон     | Клуб               | Ліга         | Чемпіонат | Чемпіонат | Кубок | Кубок | Суперкубок | Суперкубок | Єврокубки | Єврокубки | Разом | Разом |
| Сезон     | Клуб               | Ліга         | Ігри      | Голи      | Ігри  | Голи  | Ігри       | Голи       | Ігри      | Голи      | Ігри  | Голи  |
| --------- | ------------------ | ------------ | --------- | --------- | ----- | ----- | ---------- | ---------- | --------- | --------- | ----- | ----- |
| 2004—2005 | «Динамо-3» (Київ)  | Друга ліга   | 3         | −5        | 0     | 0     | 0          | 0          | 0         | 0         | 3     | −5    |
| 2005—2006 | «Динамо» (Київ)    | Вища ліга    | 6         | −4        | 2     | −0    | 0          | 0          | 0         | 0         | 8     | −4    |
| 2005—2006 | «Динамо-2» (Київ)  | Перша ліга   | 11        | −8        | 0     | 0     | 0          | 0          | 0         | 0         | 11    | −8    |
| 2005—2006 | «Динамо-3» (Київ)  | Друга ліга   | 3         | −4        | 0     | 0     | 0          | 0          | 0         | 0         | 3     | −4    |
| 2006—2007 | «Динамо» (Київ)    | Вища ліга    | 4         | −3        | 2     | −0    | 0          | 0          | 2         | −1        | 8     | −4    |
| 2006—2007 | «Динамо-2» (Київ)  | Перша ліга   | 4         | −7        | 0     | 0     | 0          | 0          | 0         | 0         | 4     | −7    |
| 2007—2008 | «Динамо» (Київ)    | Вища ліга    | 4         | −3        | 2     | −3    | 1          | −2         | 1         | −4        | 10    | −13   |
| 2007—2008 | «Динамо-2» (Київ)  | Перша ліга   | 15        | −14       | 0     | 0     | 0          | 0          | 0         | 0         | 15    | −14   |
| 2008—2009 | «Динамо» (Київ)    | Прем'єр-ліга | 0         | 0         | 0     | 0     | 0          | 0          | 0         | 0         | 0     | 0     |
| 2009—2010 | «Оболонь» (Київ)   | Прем'єр-ліга | 7         | −11       | 0     | 0     | 0          | 0          | 0         | 0         | 7     | −11   |
| 2010—2011 | «Оболонь» (Київ)   | Прем'єр-ліга | 22        | −24       | 0     | 0     | 0          | 0          | 0         | 0         | 22    | −24   |
| 2011—2012 | «Шахтар» (Донецьк) | Прем'єр-ліга | 19        | −11       | 1     | −2    | 0          | 0          | 6         | −8        | 25    | −21   |
| 2013—2014 | «Динамо» (Київ)    | Прем'єр-ліга | 2         | −1        | 0     | 0     | 0          | 0          | 2         | −2        | 4     | −3    |

### Статистика виступів за збірну
Дані наведені станом на 15 березня 2014 року.
| Дата       | Місто   | Господарі | Результат | Гості     | Турнір           | Голи | Примітки |
| ---------- | ------- | --------- | --------- | --------- | ---------------- | ---- | -------- |
| 11.10.2011 | Таллінн | Естонія   | 0 – 2     | Україна   | товариський матч | -    |          |
| 11.11.2011 | Київ    | Україна   | 3 – 3     | Німеччина | товариський матч | -    |          |
| Усього     |         | Матчів    | 2         |           | Голів            | -3   |          |

## Досягнення

### «Динамо»
- Чемпіон України (2): 2006/07, 2008/09
- Віце-чемпіон України (2): 2005/06, 2007/08
- Володар Кубка України (2): 2005/06, 2006/07
- Фіналіст Кубка України: 2007/08
- Володар Суперкубка України (3): 2006, 2007, 2009

### «Шахтар»
- Чемпіон України: 2011/12
- Володар Кубка України: 2011/12
- Володар Суперкубка України: 2012

### «Лієпая»
- Володар Кубка Латвії: 2020